# Boeing X-37
O Veículo de Teste Orbital Boeing X-37 é uma nave espacial Norte-americana não tripulada. É operado pela Força Aérea dos Estados Unidos para missões espaciais orbitais com a intenção de demonstrar tecnologias espaciais reutilizáveis. O X-37 é uma Espaçonave robótica derivada do X-40A, mas que possui 120% do tamanho de seu antecessor que servia como plataforma de testes.
O X-37 começou como um projeto da NASA em 1999, porém foi transferido para o Departamento de Defesa dos Estados Unidos em 2004.

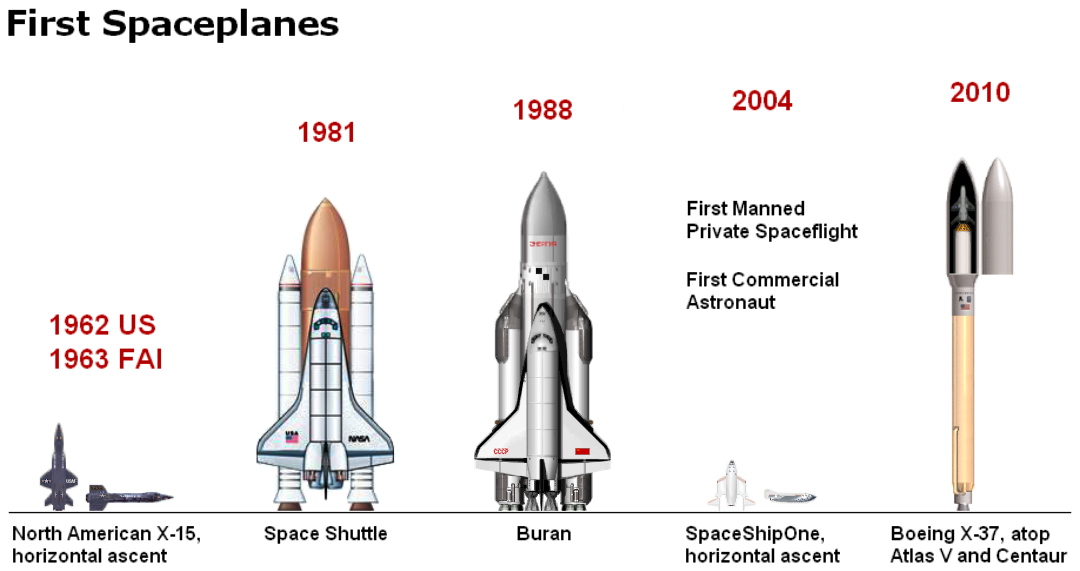
Os cinco primeiros aviões espaciais:
North American X-15
Ônibus espacial
Buran
SpaceShipOne
Boeing X-37

## Especificações (X-37B)
Dados de: USAF Boeing Air & Space Magazine PhysOrg
Descrições gerais
- Tripulação: 0 nenhuma
- Comprimento: 8,92 m (29 ft)
- Envergadura: 4,55 m (15 ft)
- Altura: 2,90 m (9,5 ft)
- Peso de decolagem: 4 990 kg (11 000 lb)

Motorização
- Número de motores: 1x
- Tipo do motor: motor de foguete
- Fabricante/modelo: Aerojet AR2-3
- Empuxo por motor: 2 993,4 kgf (6 600 lbf) (29.3 kN)

Performance
- Velocidade máxima: 28 044 km/h (17 400 mph)